# Soudougui
Soudougui   là một tổng của tỉnh Koulpélogo ở phía đông Burkina Faso. Thủ phủ của tổng này là thị xã Soudougui. Theo điều tra dân số năm 1996, tổng này có dân số 48.028 người.

## Các thị xã và các làng
- Soudougui (2 456 dân) (thủ phủ)
- Bagmoussa (1 024 dân)
- Boudangou (4 995 dân)
- Boudou (816 dân)
- Diakarga (1 643 dân)
- Diakarga-Peulh (561 dân)
- Dienbende (3 376 dân)
- Dienbende–Diori (978 dân)
- Kamse (1 892 dân)
- Kandaghin (520 dân)
- Kianghin (498 dân)
- Koadjidjoal (169 dân)
- Konianwende (383 dân)
- Koudiorgou (1 516 dân)
- Koulpalga (874 dân)
- Koulsonde (1 600 dân)
- Koultianga (1 117 dân)
- Konyelenbere (307 dân)
- Modaogo (2 450 dân)
- Nabangou (1 155 dân)
- Naloanga (1 047 dân)
- Napade (2 804 dân)
- Napiga (427 dân)
- Noulibouli (388 dân)
- Pilogre (720 dân)
- Sandiaba (1 248 dân)
- Sisse (451 dân)
- Sitipiga (1 432 dân)
- Sologo (1 247 dân)
- Soudoubila (1 591 dân)
- Vilianga-Gourma (1 113 dân)
- Vilianga-Mossi (2 383 dân)
- Waidjoaga (1 474 dân)
- Waidjoaga-Peulh (302 dân)
- Yoabghin (1 371 dân)
- Youanga (212 dân)
- Zongo (674 dân)
- Zoungou-Peulh (107 dân)